# 石塚2祐子
石塚 2 祐子（いしづか ツー ゆうこ、1968年3月14日 - ）は、日本の漫画家、イラストレーター。代表作は「犬マユゲでいこう」。

## 来歴
東京都荒川区町屋生まれ。漫画家になる前はOLをしていたことがある。また、それまでは特に現在の仕事につながるようなことはしていなかった。
当初は石塚祐子名義で活動していたが、『アノアの森』の連載開始から石塚2祐子に改名。

## 人物
- 初めてクリアしたゲームはリンクの冒険。
- ゲームを題材にした仕事に携わっている。
- 画材はコピックを愛用。独特な線を生み出している。複数の絵柄を持ち合わせているが、パソコンは使えない。
- 大のサッカーファン。NBA好きでもある。
- ハガキ戦士 ジャンプ団での井沢どんすけによると、石塚と井沢は同い年とのこと。

## 活動

### 作品リスト
- 犬マユゲでいこう（Vジャンプにて連載中）
- カバはなんでも知っている（月刊少年ジャンプ）
- アノアの森（月刊少年ジャンプ）
- とびだせオブシ団（「ロマンシングサ・ガ大事典」掲載）

### 参加作品
- ハガキ戦士 ジャンプ団[終了]
- じゃんぷる[終了]
- 超こち亀（こち亀連載30周年記念冊子に、秋本治の一日アシスタント体験記を執筆）